# Остров Денежный
Денежный — речной остров на Волге, расположен напротив Краснооктябрьского и Тракторозаводского районов Волгограда.

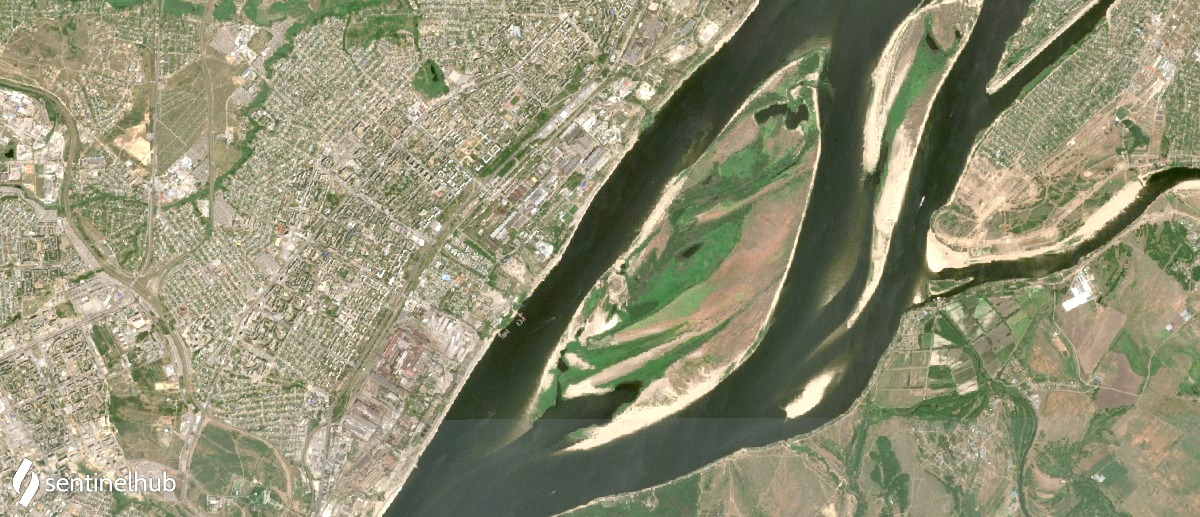
Остров на космоснимке 2021 года

Не имеет постоянного населения и капитальных построек. В южной части острова большой песчаный пляж. Затапливается в весеннее половодье. На острове распространены приспособившие к периодическому затапливанию растения. Обитают птицы: чайки, серые вороны, грачи, золотистые щурки.
На берегах скапливается мертвая рыба, погибшая от работы Волжской ГЭС.

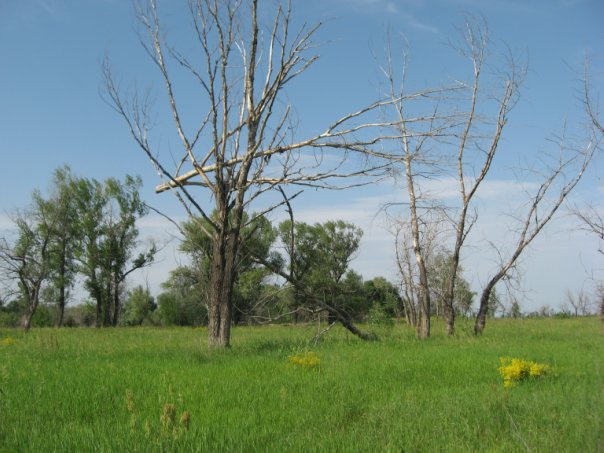
Растительность острова (июнь 2009)

## История
В XVII—XVIII веках остров использовался разбойниками и казаками для наблюдения за судами идущими по реке. Здесь же они иногда делили добычу и возможно прятали часть награбленного, за что о. Денежный и получил своё название.